# Jens Spahn
Jens Georg Spahn (Ottenstein, 16 mei 1980) is een Duits politicus. Hij is lid van de Christlich Demokratische Union Deutschlands (CDU), waarbij hij tot de conservatieve vleugel van de partij wordt gerekend. Van 14 maart 2018 tot 8 december 2021 was Spahn in functie als minister van Volksgezondheid van Duitsland in het vierde kabinet van Angela Merkel.

## Loopbaan
Spahn werd in 2002, op 22-jarige leeftijd, lid van de Bondsdag. Hij werd gekozen in de Kreis Borken, een gebied dat grenst aan de Achterhoek en aan Twente. Als parlementslid was hij onder meer plaatsvervangend voorzitter van de Deutsch-Niederländische Parlamentariergruppe. Hij spreekt goed Nederlands.
Toen bondskanselier Angela Merkel in het najaar van 2018 haar besluit bekendmaakte om af te treden als partijleider, stelde Spahn zich kandidaat om haar op te volgen. In december 2018 werd binnen de CDU een leiderschapsverkiezing gehouden, waarbij Spahn het moest opnemen tegen twee andere partijkopstukken: Annegret Kramp-Karrenbauer en Friedrich Merz. In de eerste ronde viel hij af.